# Torzo
Trup je anatomsko poimenovanje dela telesa brez glave, vratu, okončin in repa. 
Pri človeku se ta del telesa največkrat poimenuje torzo (lat. torso).
Trup se deli na štiri dele:
- prsni koš (lat. thorax) ili prsa (lat. pectus)
- trebuh (lat. abdomen)
- hrbet (dorsum)
- medenica (lat. Pelvis)

Najožji del torza je pas.